# De Chokier
de Chokier is een Belgisch bier van hoge gisting.
Het bier wordt sinds 2000 gebrouwen in De Proefbrouwerij te Hijfte. 
Het is een amberkleurig bier met een alcoholpercentage van 7%. Het bier is vernoemd naar baron Erasme Louis Surlet de Chokier, de eerste regent van België.